# Dumbéa (fleuve)
Pour les articles homonymes, voir Dumbéa (homonymie).
La Dumbéa est un petit fleuve côtier français de Nouvelle-Calédonie, s'écoulant sur les versants ouest de la Chaîne centrale sur la Grande Terre, sur le territoire de la commune éponyme.

## Étymologie
Son nom provient du terme Djubéa ou Drubéa qui sert à la fois à désigner un pays coutumier (situé plus ou moins au nord-ouest de Nouméa, et donc sur les territoires de Dumbéa, Païta et au nord du Mont-Dore) et la langue kanak qui y est parlée.

## Géographie
Son cours amont est divisé en deux branches au cours torrentiel :
- la branche est, la principale, couvre un bassin versant de 68 km2 et s'écoule sur 12 km de la Montagne des Sources (qui culmine à 1 050 m d'altitude) au confluent,
- la branche nord couvre quant-à-elle un bassin versant de 41,5 km2, pour une longueur du cours principal de 9,1 km entre la source à 1 250 m d'altitude et la zone de confluence.

### Organisme gestionnaire
L'organisme gestionnaire est la DAVAR ou Direction des Affaires Vétérinaires, Alimentaires et Rurales, par son service de l'eau créée en 2012, avec deux poles le PPRE pôle de protection de la ressource en eau et le PMERE pôle mesures et études de la ressource en eau,.

## Affluents
- la Ouanéoué (rg[note 2])
- la Nondoué (rd),
- le Carigou (rg),
- la Couvelée (rd),

## Hydrologie
Son régime hydrologique est dit pluvial tropical.

## Aménagements et écologie

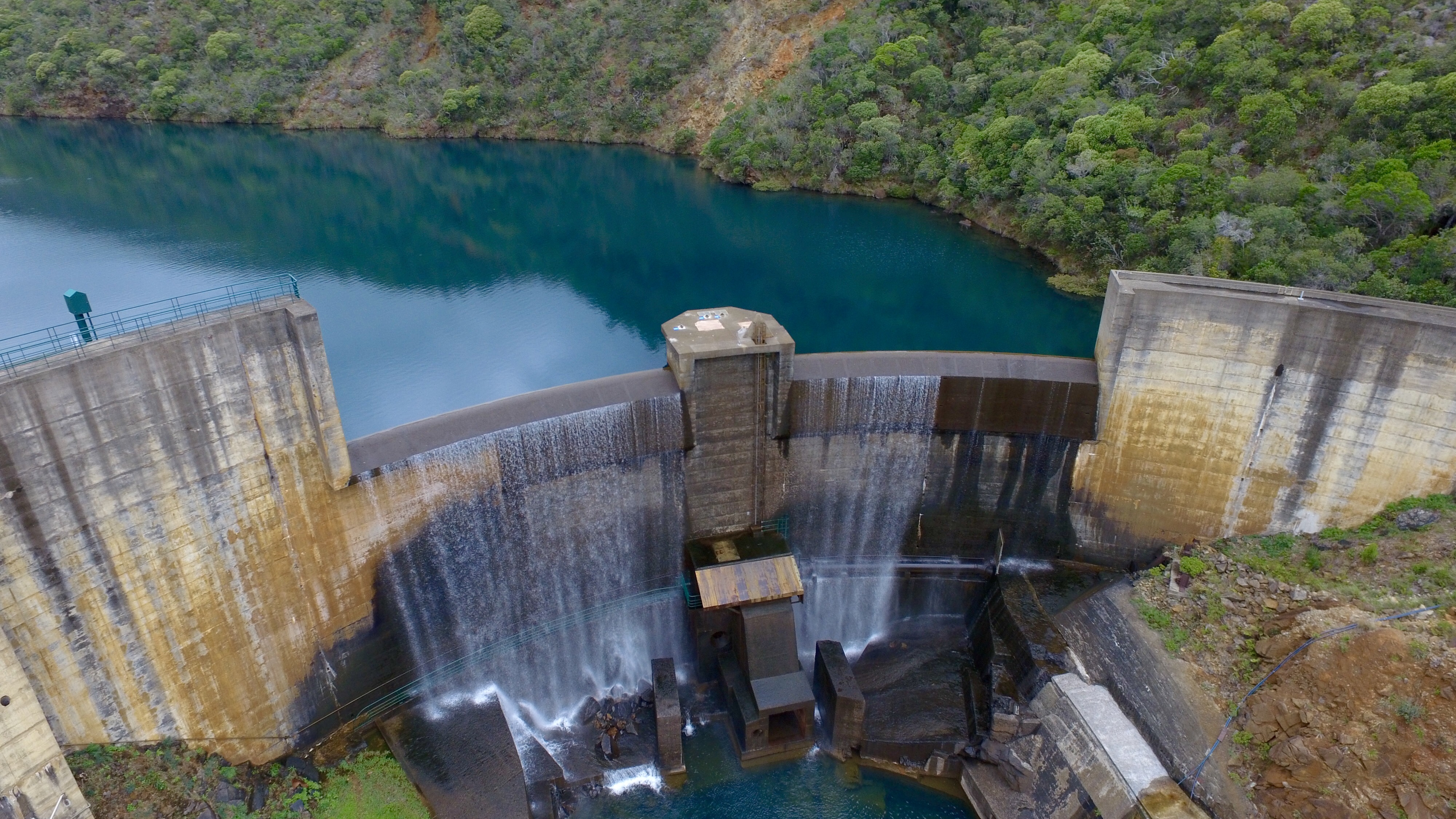
Barrage de la Dumbéa, en 2015.

### Voie express et Pont
Une fois ces deux branches rejointes, le fleuve coule sur environ 11 km pour se jeter dans la baie de la Dumbéa, à 7,5 km au nord-ouest de Nouméa. L'embouchure est traversée par la Voie express n°2 (voie rapide reliant la capitale locale à Païta) par le biais d'un pont de 200 mètres à quatre voies.

### Barrages
Étant la seule réelle source d'eau douce d'importance dans les environs directs du chef-lieu du Territoire, un barrage fut construit en amont de la Dumbéa dès 1892-1894, avec filtre et bassin de régulation, doublé d'une canalisation mise en place en 1895, d'une longueur de 29 km et établie autant en tranchée ouverte ou sur ouvrages d'arts, constituée d'un tuyau en fonte de 40 cm de diamètre pour un débit de 65 L/s. Une deuxième conduite est aménagée en 1933, et, pour pallier la surconsommation d'eau liée, entre 1942 et 1946, à la présence de troupes américaines en Nouvelle-Calédonie, le premier réseau de pompes et de réservoirs est installé en 1942 tandis que les camps sont approvisionnés par des camions citernes.
Ce premier barrage est remplacé par un second construit entre 1951 et 1953 sur le bras est de la Dumbéa, puis surélevé en 1971-1972, ce qui lui permet de détenir une réserve d'eau de 650 000 m3 et d'alimenter la totalité des communes de Dumbéa et de Nouméa ainsi que l'usine SLN de Doniambo. La première conduite, de 50 cm de diamètre, suivait le chemin de l'ancienne ligne de chemin de fer Nouméa-Païta (dit aussi « Petit train de la mine ») et était acheminée via la station du Mt Té, et la seconde aménagée à partir de 1971, d'un diamètre d'1 m, bénéficiait à l'origine de deux stations de pompage (aux lieux-dits du Trou des Nurses et du Val-Fleuri, toujours à Dumbéa). Le barrage de Dumbéa est géré en concession par la Calédonienne des eaux, filiale du groupe Suez.

### Activités fluviales
Le cours d'eau a également été aménagé pour permettre le développement d'activités de plein air et à sensations fortes, tels que des parcours de canoë-kayak ou de canyonisme.